# Frégatage

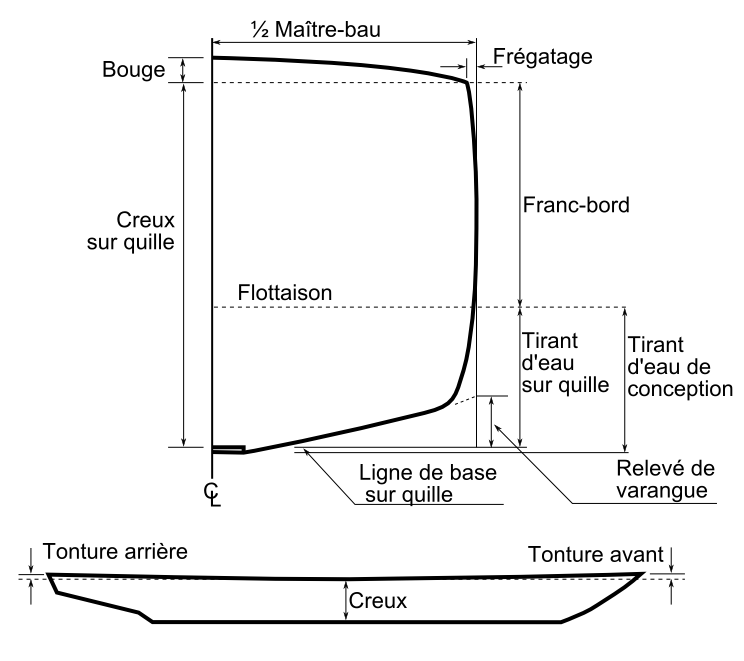
Mesure du frégatage sur une coupe au maître.

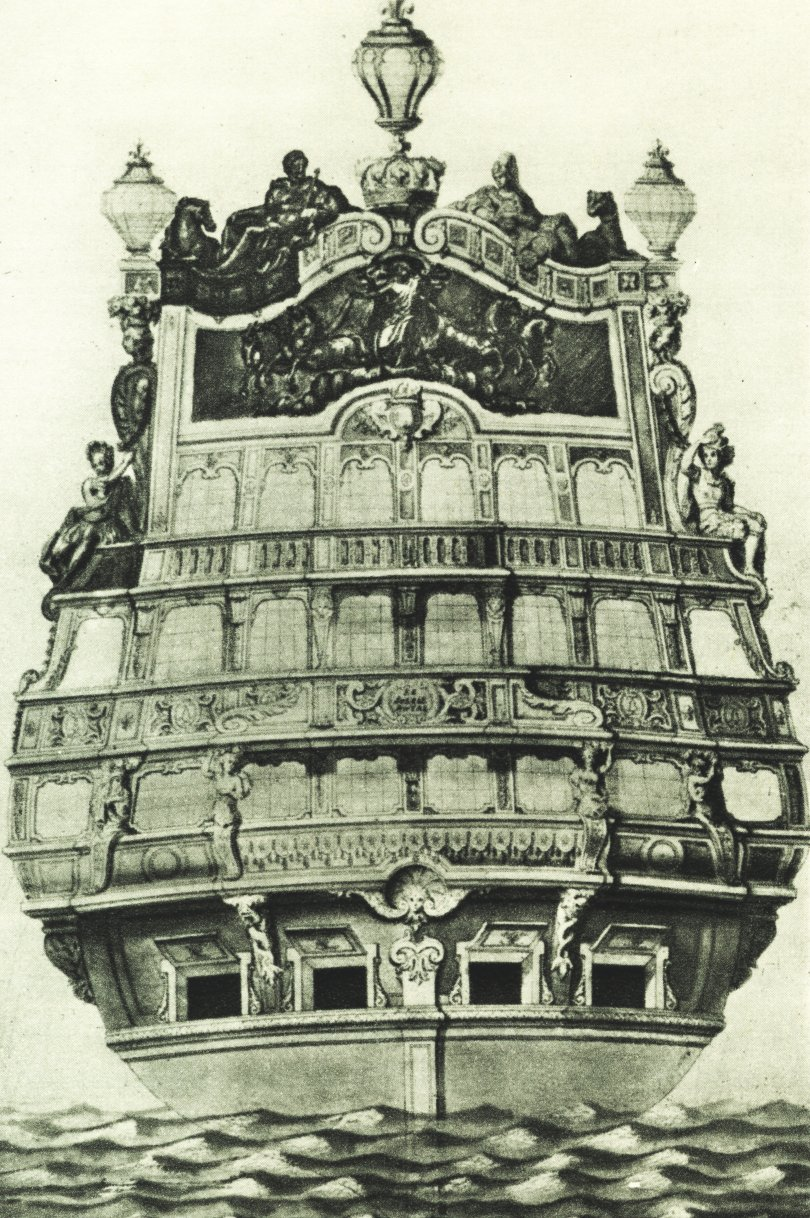
La coque nettement frégatée du Soleil Royal.

Le frégatage est une des propriétés de la coque d'un navire. Le frégatage était à l'origine le lissage des formes afin d'affiner le passage dans l'eau. Actuellement, une coque est dite frégatée lorsque le haut de la muraille rentre vers l'intérieur ; la coque est dite « tulipée » dans le cas inverse, lorsque le pavois (ou bastingage) est évasé vers l'extérieur.
Cette technique a aussi eu une application militaire, en rendant l'abordage plus difficile pour un assaillant. Par exemple les Anglais l'auraient utilisé au XVIIIe siècle après le traité d'Utrecht pour compenser leur faiblesse à l'abordage vis-à-vis de la course en particulier française.
Sur les navires de guerre de cette époque, le frégatage des vaisseaux améliorait également leur stabilité en rapprochant du centre de carène le poids des canons situés sur les ponts supérieurs.